# 원갑삼
원갑삼(중국어 정체자: 袁甲三, 병음: Yuan jiasan, 1806년~1863년)은 청나라 말기의 관리이다. 자는 오교(午橋)로 원세개의 큰삼촌에 해당한다.

## 생애
하남성 항성 출신이다. 1835년에 진사가 되었고, 벼슬을 올라 병과급사중이 되었다. 1853년, 태평천국에 대처하기 위해 안휘성에서 단련의 조직을 맡고 있었는데, 조운 총독 주천작이 사망함에 따라 그 군대를 맡게 되었다. 이듬해 좌부도어사로 발탁되었다. 1856년 하남 순무 영계(英桂)를 따라 염군을 공격하여 근거지인 치하집(雉河集)을 점령하고 그 공으로 태복사경(太僕寺卿)에 임명되었다.
1859년에는 조운총독 · 흠차대신, 독변 안휘군무가 되었다. 1861년, 염군 장락행의 부대를 격파하고, 묘패림의 단련을 해산시켰다.
1862년에는 도롱가(多隆阿)와 함께 진옥성이 지키고 있는 여주를 공략했다. 이듬해 진주에서 작전 중 사망했다. 그의 사후 단민(端敏)이라는 시호가 주어졌다.
아들인 원보항은 호부시랑, 교부시랑을 역임했다.
저서로는 《원단민공주의》(袁端敏公奏議)가 있다.